# Giải bóng đá U-19 Quốc tế Báo Thanh Niên 2019
Giải bóng đá U-19 Quốc tế Báo Thanh Niên 2019 là giải bóng đá giao hữu quốc tế lần thứ ba của Giải bóng đá U-19 Quốc tế Báo Thanh Niên, do báo Thanh Niên kết hợp với Liên đoàn Bóng đá Việt Nam (VFF) tổ chức, diễn ra từ ngày 23 tháng 3 đến ngày 30 tháng 3 năm 2019 trên Sân vận động 19 tháng 8 thuộc tỉnh Khánh Hòa.

## Địa điểm thi đấu
Tất cả các trận đấu diễn ra trên Sân vận động 19 tháng 8 thuộc tỉnh Khánh Hòa, Việt Nam.

## Thành phần tham dự

### Các đội bóng
| Đội tuyển  | Huấn luyện viên    | Đội trưởng          |
| ---------- | ------------------ | ------------------- |
| Việt Nam   | Graechen Guillaume | Phạm Xuân Tạo       |
| Trung Quốc | Qu Bo              | Ma Fuyu             |
| Myanmar    | Soe Myat Min       | Myo Min Latt        |
| Thái Lan   | Issara Sritaro     | Suphaphon Sutthisak |

### Trọng tài
| Trọng tài                 | Chức vụ         |
| ------------------------- | --------------- |
| Dwi Purba Adi Wicaksana   | Trọng tài chính |
| Letch S/o Gopala Krishnan | Trọng tài chính |
| Nguyễn Hiền Triết         | Trọng tài chính |
| Ngô Duy Lân               | Trọng tài chính |
| Phạm Hoài Tâm             | Trọng tài biên  |
| Nguyễn Trung Việt         | Trọng tài biên  |
| Beni Andriko              | Trọng tài biên  |
| Son Chanphearith          | Trọng tài biên  |

## Vòng bảng
Tất cả thời gian là giờ địa phương, UTC+7.
| U19 Thái Lan                                       | 2–1      | U19 Trung Quốc |
| -------------------------------------------------- | -------- | -------------- |
| Pharadon Phatthaphon 9' · Sitthinan Rungrueang 15' | Chi tiết | Ma Fuyu 73'    |

| U19 Việt Nam           | 2–1      | U19 Myanmar                                 |
| ---------------------- | -------- | ------------------------------------------- |
| Phạm Xuân Tạo 21', 28' | Chi tiết | La Min Htwe 11' (ph.đ.) · Yan Naing Lin 89' |

| U19 Trung Quốc                   | 2–0      | U19 Myanmar |
| -------------------------------- | -------- | ----------- |
| Liu Zhurun 51' · Leng Jixuan 53' | Chi tiết |             |

| U19 Thái Lan | 0–0      | U19 Việt Nam |
| ------------ | -------- | ------------ |
|              | Chi tiết |              |

| U19 Myanmar | 0–1      | U19 Thái Lan               |
| ----------- | -------- | -------------------------- |
|             | Chi tiết | Phadungkiat Artkitkarn 53' |

| U19 Việt Nam        | 1–0      | U19 Trung Quốc |
| ------------------- | -------- | -------------- |
| Trần Mạnh Quỳnh 64' | Chi tiết |                |

| VT | Đội                         | ST | T | H | B | BT | BB | HS | Đ |                    |
| -- | --------------------------- | -- | - | - | - | -- | -- | -- | - | ------------------ |
| 1  | Việt Nam (U19 Việt Nam)     | 3  | 2 | 1 | 0 | 3  | 1  | +2 | 7 | Trận chung kết     |
| 2  | Thái Lan (U19 Thái Lan)     | 3  | 2 | 1 | 0 | 3  | 1  | +2 | 7 | Trận chung kết     |
| 3  | Trung Quốc (U19 Trung Quốc) | 3  | 1 | 0 | 2 | 3  | 3  | 0  | 3 | Trận tranh hạng ba |
| 4  | Myanmar (U19 Myanmar)       | 3  | 0 | 0 | 3 | 1  | 5  | −4 | 0 | Trận tranh hạng ba |

## Tranh hạng ba
| U19 Myanmar                                        | 2–3      | U19 Trung Quốc                    |
| -------------------------------------------------- | -------- | --------------------------------- |
| La Min Htwe 12' · Aung Ko Oo 23' · La Min Htwe 66' | Chi tiết | Leng Jixuan 9' · Ma Fuyu 45', 70' |

## Trận chung kết
| U19 Việt Nam      | 1–0      | U19 Thái Lan |
| ----------------- | -------- | ------------ |
| Phạm Xuân Tạo 60' | Chi tiết |              |

## Truyền hình
Các trận đấu của giải được phát sóng trực tiếp trên các kênh VTV6, SCTV15, HTV Thể Thao, VTC3, KTV và Thanh Niên Media.